# Papuagrion insulare
Papuagrion insulare – gatunek ważki z rodziny łątkowatych (Coenagrionidae).